# Ponto U
O ponto U é correspondente à região circundante da uretra (periuretral) feminina. A sensibilidade é comparada com a glande do pênis.